# توماس تامسون
توماس تامسون، (۱۲ آوریل ۱۷۷۳ – ۲ اوت ۱۸۵۲) (به انگلیسی: Thomas Thomson); یک شیمی‌دان و معدن‌شناس اسکاتلندی بود که نوشته‌هایش به انتشار اولیه تئوری اتمی دالتون کمک کرد. دستاوردهای علمی او عبارتند از اختراع ساکارومتر (قندسنج) و عنصر سیلیکون را با نام فعلی انگلیسی آن نامید. او به عنوان رئیس انجمن فلسفی گلاسکو خدمت کرده‌است.
تامسون پدر توماس تامسون گیاه‌شناس بود.

## افتخارات
- عضو انجمن سلطنتی ادینبرو (۱۸۰۵)
- عضو انجمن سلطنتی، (۱۸۱۱)